# Episodi di Death Valley Days (diciottesima stagione)
La diciottesima stagione della serie televisiva Death Valley Days è stata trasmessa in anteprima negli Stati Uniti d'America in syndication tra il 2 ottobre 1969 e il 24 aprile 1970.
| nº | Titolo originale                            | Titolo italiano | Prima TV USA     | Prima TV Italia |
| -- | ------------------------------------------- | --------------- | ---------------- | --------------- |
| 1  | The Taming of Trudy Bell                    |                 | 2 ottobre 1969   |                 |
| 2  | Tracy's Triumph                             |                 | 4 ottobre 1969   |                 |
| 3  | Old Stape                                   |                 | 4 ottobre 1969   |                 |
| 4  | The Tenderfoot                              |                 | 9 ottobre 1969   |                 |
| 5  | Biscuits and Billy, the Kid                 |                 | 10 ottobre 1969  |                 |
| 6  | Son of Thunder                              |                 | 26 ottobre 1969  |                 |
| 7  | The Lady Doctor                             |                 | 27 ottobre 1969  |                 |
| 8  | The Great Pinto Bean Gold Hunt              |                 | 16 novembre 1969 |                 |
| 9  | The Visitor                                 |                 | 17 novembre 1969 |                 |
| 10 | The King of the Uvalde Road                 |                 | 1º gennaio 1970  |                 |
| 11 | The Mezcla Man                              |                 | 2 gennaio 1970   |                 |
| 12 | Pioneer Pluck                               |                 | 3 gennaio 1970   |                 |
| 13 | Simple Question of Justice                  |                 | 12 gennaio 1970  |                 |
| 14 | The Wizard of Aberdeen                      |                 | 17 gennaio 1970  |                 |
| 15 | The Dragon of Gold Hill                     |                 | 24 gennaio 1970  |                 |
| 16 | The Biggest Little Post Office in the World |                 | 24 gennaio 1970  |                 |
| 17 | A Saint of Travelers                        |                 | 14 febbraio 1970 |                 |
| 18 | Talk to Me, Charley                         |                 | 15 febbraio 1970 |                 |
| 19 | Amos and the Black Bull                     |                 | 28 febbraio 1970 |                 |
| 20 | The Man Who Planted Gold in California      |                 | 16 marzo 1970    |                 |
| 21 | The Solid Gold Pie                          |                 | 1º aprile 1970   |                 |
| 22 | A Gift from Father Tapis                    |                 | 7 aprile 1970    |                 |
| 23 | Clum's Constabulary                         |                 | 9 aprile 1970    |                 |
| 24 | The Contract                                |                 | 18 aprile 1970   |                 |
| 25 | The Duke of Tombstone                       |                 | 21 aprile 1970   |                 |
| 26 | Early Candle Lighten                        |                 | 24 aprile 1970   |                 |